# Leia Scheinvar
Léia Akcelrad Lerner de Scheinvar (Brasil, 1930) es una botánica brasileña-mexicana, del Instituto de Biología y Ecología de la UNAM. Desarrolla actividades académicas y científicas en el Laboratorio de Botánica Fanerogámica, Departamento de Botánica de la Escuela Nacional de Ciencias Biológicas, Instituto Politécnico Nacional.
Es una fuerte defensora del ecosistema que sostiene a los cactus mexicanos. México es el país más rico en diversidad de especies de la familia Cactaceae, la cual, además de tener una importancia económica considerable, tiene un alto valor simbólico en la cultura de ese país. La importancia biológica y fitogeográfica del estado de Querétaro radica en que una proporción significativa de las especies de cactáceas que viven dentro de sus límites son endémicas, ya que no existen en ninguna otra región del planeta y un número importante de ellas está amenazada. La autora presenta en una síntesis, los diversos aspectos taxonómicos y ecológicos de las cactáceas de Querétaro.

## Algunas publicaciones
- léia Scheinvar, g. Olalde, s. Filardo, p. Beckler. 2010. Diez especies mexicanas productoras de xoconostles: Opuntia spp. y Cylindropuntia imbricata (Cactaceae). Universidad Nacional Autónoma de México/Universidad Autónoma del Estado de Hidalgo/Universidad Autónoma Metropolitana - Xochimilc

- --------------------. 2005. Flora cactológica del estado de Queretaro: diversidad y riqueza. Editorial Fondo De Cultura Económica USA. 392 pp. ISBN 968167314X, ISBN 9789681673147

- --------------------, alicia rodríguez Fuentes. 2003. «Nueva subespecie de Opuntia streptacantha (Cactaceae) de la altiplanicie mexicana» Archivado el 16 de junio de 2015 en Wayback Machine.. En Anales del Instituto de Biología 74 (2): 303-311

- --------------------. 2002. Opuntia stricta (Haw.) Haw. ssp. esparzae, una nueva subespecie de las dunas del río Concá, Arroyo Seco, Querétaro, México. Cactáceas y Suculentas Mexicanas 47: 94102

- h. bravo Hollis, léia Scheinvar. 2002. El interesante mundo de las cactáceas. 3ª ed. Fondo de Cultura Económica, México D. F. 233 pp.

- léia Scheinvar. 1985. Cactáceas. Flora Ilustrada Catarinense 3-383. Fasc. CACT. Editor P. Reitz
- La abreviatura «Scheinvar» se emplea para indicar a Leia Scheinvar como autoridad en la descripción y clasificación científica de los vegetales.[5]